# José María Giménez Pérez
José María Giménez Pérez (Orihuela, Alicante, España, 25 de abril de 1980) es un exfutbolista y entrenador español.

## Trayectoria

### Como jugador
José María Giménez Pérez más conocido como Chema nació en Orihuela (Alicante) el 25 de abril de 1980. Comenzó a jugar al fútbol como Alevín en Escuela Orcelis. Más tarde pasó a las filas del Orihuela C.F. donde estuvo dos años mientras era infantil. Como cadete pasó a formar parte del Bigastro C.F. donde también estuvo en su primer año como Juvenil en la categoría de 2.ª Regional. En los siguientes dos años como Juvenil pasó por el Beniel C.F. en la liga Nacional y finalmente al Ranero C.F. en División de Honor. En la temporada 99/00 Chema comenzó su vida futbolística como semiprofesional en el Balsicas C.F. en 3.ª División. En su siguiente temporada pasaba a formar parte del Alquerías C.F. el cual traspasó al jugador al filial del Real Murcia en su siguiente año. Después de esta aventura por la Tercera División, dio el salto a Segunda B firmando con el Alicante C.F.. En el equipo alicantino estuvo hasta la temporada 2005-06. Durante estos años Chema fue cogiendo experiencia y ganándose la titularidad hasta el punto de ser una de las piezas claves para que su equipo entrase en la promoción de ascenso a la Liga BBVA. Finalmente no se consiguió el ascenso y el Xerez CD se interesó por él y su compañero Luque. Ambos acabaron fichando por el club azulino el 5 de julio de 2006 tras pasar exitosamente el reconocimiento médico.
En su primera temporada en el Xerez CD, Chema se vio condenado a la suplencia tras la sombra del experimentado Julio José Iglesias Rouget. Sin embargo, Pepe Murcia le dio minutos en la Copa del Rey en la que demostró su calidad.
El portero titular del Xerez, a mitad de temporada empezó a tener molestias, hasta el punto en el que Julio José Iglesias Rouget no tuvo más remedio que pasar por quirófano y Chema obtuvo la titularidad en un buen partido del meta alicantino. Poco a poco y con la lenta recuperación de Julio, Chema fue acumulando minutos y ganándose el cariño de su afición por sus buenas actuaciones.
Al final de la temporada, había jugado un total de 15 partidos en los que recibió una tarjeta amarilla y otra roja.
En la temporada 07/08, comenzó como titular jugando 10 partidos consecutivos de Liga, teniendo la mala fortuna de lesionarse en la jornada 10, contra el Sevilla Atlético. Eso le hizo estar un mes y 10 días recuperándose de una distensión del recto anterior, hecho que unido al cambio de entrenador esa misma jornada, hizo que a su regreso perdiera el puesto en favor de Stéphane Porato. Chema jugó un total de diez partidos, en los que encajó 15 goles y vio una tarjeta amarilla y también jugó un partido de Copa del Rey ante el Recreativo de Huelva.
En la temporada 08/09, se consagró como guardameta titular del Xerez llegando a disputar 41 partidos en los que encajó 41 goles. Con estos números, Chema terminó tercero en la lista de Zamoras con el coeficiente de 1, solo por detrás de Cobeño y Bravo (0,88).
En la temporada 09/10, Chema, a pesar de su gran campaña y ser pieza clave en el ascenso de su equipo a Primera División, se ve relegado a la suplencia sin poder demostrar su valía. Su puesto lo ocupó Renan bajo unas más que infundadas sospechas sobre unas cláusulas que obligarían al brasileño a ocupar la meta azulina. A pesar de estas, y dado que las actuaciones del meta brasileño eran objeto de polémica, en la 25.ª jornada del campeonato ante el Málaga, el técnico azulino Gorosito decide dar entrada en el once titular a Chema, haciéndolo debutar en primera a los 29 años de edad. El encuentro finalizó con la victoria del Xerez por dos goles a cuatro, teniendo Chema un papel importantísimo en esta y la siguiente ante el CD Tenerife.
En la temporada 2010/2011 jugó un total de 32 partidos, encajando 46 goles y viendo 5 tarjetas amarillas. Tuvo un papel importante ya que ayudó al Xerez a conseguir puntos con sus grandes actuaciones. El 9 de junio de 2011 el Xerez anuncia en su web el acuerdo con Chema para las próximas dos temporadas.
Al finalizar la temporada 2019/2020 anunció su retirada como futbolista profesional con un mensaje en su perfil de Twitter.

### Como entrenador
El 8 de agosto de 2020, fue presentado oficialmente como entrenador de porteros del Hércules C. F. de la Segunda División B de España.

## Clubes

### Juventud
| Temporada | Club            | Categoría                 | Partidos Jugados |
| --------- | --------------- | ------------------------- | ---------------- |
| 1990-1991 | Escuela Orcelis | Alevín                    | -                |
| 1991-1992 | Escuela Orcelis | Alevín                    | -                |
| 1992-1993 | Orihuela C.F.   | Infantil                  | -                |
| 1993-1994 | Orihuela C.F.   | Infantil                  | -                |
| 1994-1995 | Bigastro C.F.   | Cadete                    | -                |
| 1995-1996 | Bigastro C.F.   | Cadete                    | -                |
| 1996-1997 | Bigastro C.F.   | Juvenil 2.ª Regional      | -                |
| 1997-1998 | Beniel C.F.     | Juvenil Nacional          | -                |
| 1998-1999 | Ranero C.F.     | Juvenil División de Honor | -                |

### Etapa profesional
| Temporada | Club                  | Categoría                  | Partidos Jugados |
| --------- | --------------------- | -------------------------- | ---------------- |
| 1999-2000 | C.D. Balsicas         | Territorial Preferente     | -                |
| 2000-2001 | C.D. Alquerías        | Tercera División           | -                |
| 2001-2002 | Real Murcia C.F. B    | Tercera División           | -                |
| 2002-2003 | Alicante C.F.         | Segunda B                  | 1                |
| 2003-2004 | Alicante C.F.         | Segunda B                  | 18               |
| 2004-2005 | Alicante C.F.         | Segunda B                  | 30               |
| 2005-2006 | Alicante C.F.         | Segunda B                  | 34               |
| 2006-2007 | Xerez C.D.            | Segunda                    | 15               |
| 2007-2008 | Xerez C.D.            | Segunda                    | 11               |
| 2008-2009 | Xerez C.D.            | Segunda                    | 41               |
| 2009-2010 | Xerez C.D.            | Primera                    | 3                |
| 2010-2011 | Xerez C.D.            | Segunda                    | 32               |
| 2011-2012 | Xerez C.D.            | Segunda                    | 5                |
| 2012-2013 | Xerez C.D.            | Segunda                    | 21               |
| 2013-2014 | Skoda Xanthi FC       | Primera División de Grecia | 19               |
| 2014-2015 | Hércules CF           | Segunda B                  | 41               |
| 2015-2016 | Hércules CF           | Segunda B                  | 39               |
| 2016-2017 | Hércules CF           | Segunda B                  | 20               |
| 2017-2018 | CD Eldense            | Tercera División           | 40               |
| 2018-2019 | Crevillente Deportivo | Tercera División           | 38               |
| 2019-2020 | Crevillente Deportivo | Tercera División           | 27               |

### Como técnico
| Temporada | Club          | Puesto                 |
| --------- | ------------- | ---------------------- |
| 2020-2021 | Hércules C.F. | Entrenador de Porteros |

## Palmarés
- Campeón de Segunda División de la Temporada 2008/09 con el Xerez Club Deportivo.